# Departamento de Gazaoua
Gazaoua es un departamento situado en la región de Maradi, en Níger. En diciembre de 2012 presentaba una población censada de 160 536 habitantes. Su chef-lieu es Gazaoua.
Se ubica en el sureste de la región. Fue creado en la reforma territorial de 2011 mediante la separación de parte del territorio del departamento de Aguie.

## Subdivisiones
Está formado por dos comunas rurales, que se muestran asimismo con población de diciembre de 2012:
- Gangara (51 930 habitantes)
- Gazaoua (108 606 habitantes)